# Stanley Umude

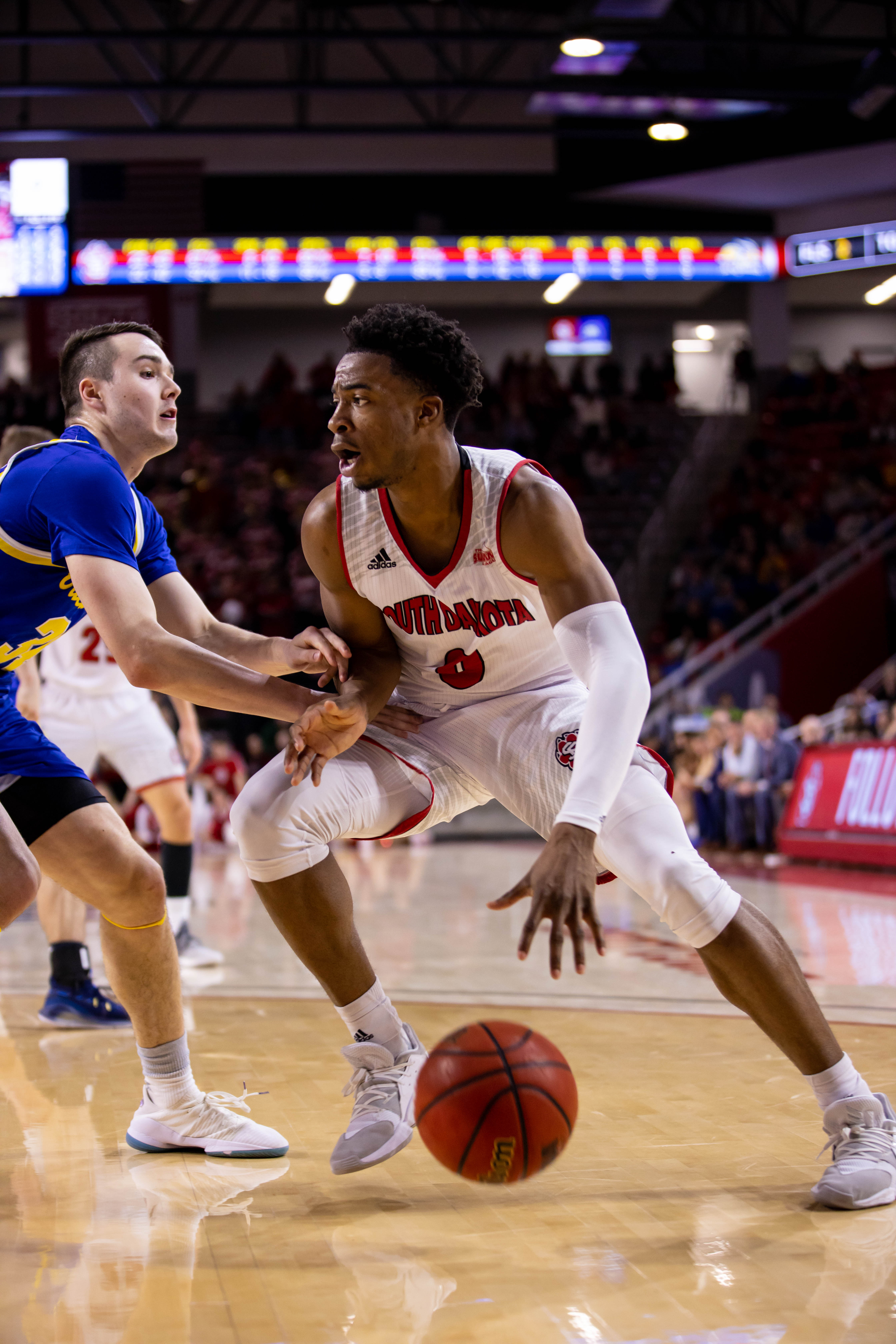
Stanley Umude, 2020.

Stanley Umude, född 12 april 1999 i Portland i Oregon, är en amerikansk professionell basketspelare (SG) som spelar för Milwaukee Bucks i National Basketball Association (NBA). Han har tidigare spelat för Detroit Pistons.
Umude blev aldrig NBA-draftad.
Innan han blev proffs studerade Umude först vid University of South Dakota och spelade för deras idrottsförening South Dakota Coyotes. Han blev senare överförd till University of Arkansas för spel i Arkansas Razorbacks.